# 显州 (渤海国)
显州，渤海国、辽朝的州。
原是渤海国显德府地，为显德府府治。辽世宗时置显州，以奉显陵。显陵是他父亲耶律倍的陵墓。辽世宗因父亲喜爱医巫闾山的山水奇秀，将他葬于此处。显州在山东南，迁东京道三百余户以实之。辖境在今辽宁省北镇市一带置，治所奉先县（今北镇市西南）。金朝时，升广宁府。
應曆元年（951年），辽穆宗葬辽世宗于显陵西山，仍禁樵采。有十三山，有沙河。隶长宁宫、积庆宫，兵事属东京都部署司。统州三、县三：奉先县，本汉无虑县，即医巫闾，幽州镇山。辽世宗析长乐县民以为陵户，隶长宁宫。山东县，本汉望平县。穆宗割渤海永丰县民为陵户，隶积庆宫。归义县（今北镇市），初置显州，渤海民自来助役，辽世宗嘉悯，因籍其人户置县，隶长宁宫。